# 고이즈미 유토
고이즈미 유토(일본어: 小泉 勇人, 1995년 9월 14일~)는 일본의 축구 선수이다.

## 구단 경력
그는 2014년부터 2022년까지 J리그의 가시마 앤틀러스, 미토 홀리호크, 그루자 모리오카, 더스파구사쓰 군마, 방포레 고후에서 활동하였다.